# Makomanai-Stadion
Das Makomanai-Stadion (japanisch 真駒内屋外競技場, Makomanai Okugai Kyōgijō) ist ein Mehrzweck-Stadion in der japanischen Stadt Sapporo. Es steht im Stadtteil Makomanai (im Bezirk Minami-ku) und wurde für die Eisschnelllauf-Wettbewerbe der Olympischen Winterspiele 1972 errichtet. Ursprünglich für eine Kapazität von 50.000 Zuschauern angelegt, bietet das Stadion heute 17.324 Personen Platz. Seit dem Erwerb der Namensrechte durch das Immobilienunternehmen Sekisui Heim im Jahr 2007 lautet der offizielle Name Makomanai Sekisui Heim Stadium (真駒内セキスイハイムスタジアム, Makomanai Sekisui Haimu Sutajiamu).

## Beschreibung
Das von Maekawa Kunio entworfene Stadion steht im Zentrum des Makomanai-Parks zwischen den Flüssen Toyohira und Makomanai, etwa 300 Meter vom Makomanai-Hallenstadion entfernt. Es entstand innerhalb einer großen ovalförmigen Grube, sodass die Eisbahn und der untere Teil der Zuschauertribünen unterhalb des Bodenniveaus liegen. Mit Ausnahme der Nordtribüne sind die Außenwände mit Rasenböschungen überdeckt. Auf diese Weise fügt sich das Stadion gut in den Park ein und ist von außen kaum sichtbar. Die Eisschnelllauf-Bahn besteht aus zwei Bahnen von 440 m Länge und einer Gesamtbreite von 16 m. Die Länge der Geraden beträgt 111,945 m, der Radius der Hauptbahn 25 m. Unter dem Boden sind 70.000 Kühlröhren in einem Abstand von 10 cm verlegt.
In der Wintersaison wird das Stadion für Eislaufen sowie weiterhin gelegentlich als Wettkampfstätte für Eisschnelllauf-Wettbewerbe genutzt. Während der übrigen Jahreszeiten stehen je nach Bedarf entweder acht Tennisplätze oder zwei Futsalfelder zur Verfügung. Außerdem sind im nördlichen Tribünengebäude fünf Konferenzräume vorhanden. Zu den hier durchgeführten Veranstaltungen gehören Openair-Konzerte und das Makomanai-Feuerwerkfestival.

## Geschichte
Die Bauarbeiten begannen im März 1969 und waren im Januar 1972 abgeschlossen (wobei die Anlage bereits ab Dezember 1970 genutzt werden konnte). Während der Olympischen Winterspiele 1972 fanden hier die Eröffnungsfeier und die Eisschnelllauf-Wettbewerbe statt. Damals fanden hier 48.000 Zuschauer Platz, später baute man die Kapazität durch die Entfernung temporärer Tribünen auf 17.324 Plätze zurück. In der Folge war das Stadion der Austragungsort verschiedener Sportveranstaltungen, darunter die Winter-Asienspiele 1986 und 1990, die Winter-Universiade 1991 sowie von 1997 bis 2011 der international besetzte Snowboard-Wettbewerb Toyota Big Air.
Im Jahr 2001 ging der Besitz des Makomanai-Stadions vom Staat an die Präfektur Hokkaidō über. Das Immobilienunternehmen Seikusui Heim erwarb am 1. April 2007 die Namensrechte und benannte das Stadion in Makomanai Sekisui Heim Stadium  um. Wie vom Japanischen Olympischen Komitee gewünscht, entfernte man daraufhin die olympischen Ringe an der Fassade.